# Jennifer Coolidge
Jennifer Audrey Coolidge (IPA: [ˈkuːlɪdʒ]; Boston, 28 agosto 1961) è un'attrice statunitense, che lavora prevalentemente in film indipendenti e di genere comico.
È nota al pubblico soprattutto per i ruoli della mamma di Steve Stifler nella serie cinematografica American Pie e di Sophie Kaczynski nella sitcom 2 Broke Girls. Ha ricevuto il plauso della critica per la sua interpretazione di Tanya McQuoid nelle prime due stagioni della serie antologica The White Lotus (2021-2022), grazie alla quale ha ritrovato grande popolarità e si è aggiudicata due Critics Choice Television Awards, due Premi Emmy, un Golden Globe e due Screen Actors Guild Awards.

## Biografia
Nata e cresciuta a Boston nel Massachusetts, ha studiato alla Norwell High School ed in seguito all'Emerson College. Nota per aver impersonato la madre di Stifler nella serie di film American Pie e per le numerose apparizioni nelle serie televisive statunitensi, è prevalentemente conosciuta sul piccolo schermo per il ruolo di Sophie, nella serie televisiva americana 2 Broke Girls. Nel 2015 è in televisione come interprete del ruolo della madre di Brittany Pierce, nella serie televisiva Glee.

### Animalismo e ambientalismo
Si impegna regolarmente per gli animali e l'ambiente. Per questo ha fatto la MC insieme al comico Chris Kattan in occasione del trentesimo anniversario dell'organizzazione per la protezione della vita marina Sea Shepherd. Sostiene inoltre l'American Society for the Prevention of Cruelty to Animals (Organizzazione americana per la prevenzione di crudeltà verso animali) e il santuario Farm Sanctuary.

### Storia del termine Milf
Nel film American Pie, prodotto nel 1999, Jennifer Coolidge interpreta la mamma di Stifler, donna attraente e sensuale capace di far perdere la testa a molti ragazzi, tra i quali Paul Finch. Nella festa in casa di Steve Stifler, davanti ad una foto di sua madre, due ragazzi iniziano a venerarla come se fosse una Dea, definendola con il termine MILF (acronimo di Mother I'd Like to Fuck). Il termine, circolante già da qualche anno, soprattutto su internet, divenne così un vero e proprio tormentone in continua espansione. Jennifer Coolidge può essere considerata una delle prime MILF della storia. Inoltre, nella versione in italiano, il doppiaggio recitava MIMF (tradotto all'italiana come Mamma che Io Mi Farei); tuttavia, poco dopo, il doppiaggio è stato cambiato ed è stata mantenuta la parola originale MILF, diventata ormai nota in tutto il mondo.

## Filmografia

### Attrice

#### Cinema
- A Night at the Roxbury, regia di John Fortenberry (1998)
- American Pie, regia di Paul Weitz e Chris Weitz (1999)
- Austin Powers - La spia che ci provava (Austin Powers: The Spy Who Shagged Me), regia di Jay Roach (1999) - cameo
- Campioni di razza (Best in Show), regia di Christopher Guest (2000)
- Il club dei cuori infranti (The Broken Hearts Club: A Romantic Comedy), regia di Greg Berlanti (2000)
- American Pie 2, regia di J. B. Rogers (2001)
- La rivincita delle bionde (Legally Blonde), regia di Robert Luketic (2001)
- Pootie Tang, regia di Louis C.K. (2001)
- Ritorno dal paradiso (Down to Earth), regia di Chris Weitz e Paul Weitz (2001)
- Zoolander, regia di Ben Stiller (2001)
- Testosterone, regia di David Moreton (2003)
- American Pie - Il matrimonio (American Wedding), regia di Jesse Dylan (2003)
- Una bionda in carriera (Legally Blonde 2: Red, White and Blonde), regia di Charles Herman-Wurmfeld (2003)
- A Mighty Wind - Amici per la musica (A Mighty Wind), regia di Christopher Guest (2003)
- L'uomo dei miei sogni (Carolina), regia di Marleen Gorris (2003)
- A Cinderella Story, regia di Mark Rosman (2004)
- Lemony Snicket - Una serie di sfortunati eventi (Lemony Snicket's A Series of Unfortunate Events), regia di Brad Silberling (2004)
- Hot Movie - Un film con il lubrificante (Date Movie), regia di Aaron Seltzer (2006)
- American Dreamz, regia di Paul Weitz (2006)
- Cambia la tua vita con un click (Click), regia di Frank Coraci (2006)
- For Your Consideration, regia di Christopher Guest (2006)
- Epic Movie, regia di Jason Friedberg e Aaron Seltzer (2007)
- Soul Men, regia di Malcolm D. Lee (2008)
- A Good Funeral, regia di David Moreton (2009)
- Come ti ammazzo l'ex (ExTerminators), regia di John Inwood (2009)
- Il cattivo tenente - Ultima chiamata New Orleans (Bad Lieutenant: Port of Call New Orleans), regia di Werner Herzog (2009)
- Gentlemen Broncos, regia di Jared Hess (2009)
- American Pie: Ancora insieme (American Reunion), regia di Jon Hurwitz e Hayden Schlossberg (2012)
- Alla ricerca di Jane (Austenland), regia di Jerusha Hess (2013)
- Una fantastica e incredibile giornata da dimenticare (Alexander and the Terrible, Horrible, No Good, Very Bad Day), regia di Miguel Arteta (2014)
- Mascots, regia di Christopher Guest (2016)
- Amiche in affari (Like a Boss), regia di Miguel Arteta (2020)
- Una donna promettente (Promising Young Woman), regia di Emerald Fennell (2020)
- Single per sempre? (Single All The Way), regia di Michael Mayer (2021)
- Un matrimonio esplosivo (Shotgun Wedding), regia di Jason Moore (2022)
- Un fantasma in casa (We Have a Ghost), regia di Christopher Landon (2023)
- Riff Raff, regia di Dito Montiel (2025)
- Un film Minecraft (A Minecraft Movie), regia di Jared Hess (2025)

#### Televisione
- Seinfeld – serie TV, episodio 5x09 (1994)
- Rude Awakening – serie TV, 2 episodi (1998)
- Frasier – serie TV, episodio 8x18 (2001)
- Sex and the City – serie TV, episodio 6x03 (2003)
- Friends – serie TV, episodio 10x03 (2003)
- La vita secondo Jim (According to Jim) – serie TV, 3 episodi (2003-2004)
- Joey – serie TV, 33 episodi (2004-2006)
- Nip/Tuck – serie TV, 3 episodi (2007-2008)
- The Closer – serie TV, episodio 4x05 (2008)
- La vita segreta di una teenager americana (The Secret Life of the American Teenager) – serie TV, 30 episodi (2008-2013)
- Un principe in giacca e cravatta (Beauty & the Briefcase), regia di Gil Junger – film TV (2010)
- 2 Broke Girls – serie TV, 123 episodi (2012-2017)
- Glee – serie TV, 2 episodi (2015)
- The Cool Kids – serie TV, episodio 1x18 (2018)
- The White Lotus – serie TV, 13 episodi (2021-2022)
- The Watcher – miniserie TV, 7 episodi (2022)
- Life & Beth – serie TV, episodio 2x03 (2024)

### Doppiatrice
- King of the Hill – serie animata, 4 episodi (1997-1999)
- Robots, regia di Chris Wedge (2005)
- Igor, regia di Tony Leondis (2008)
- Gravity Falls – serie animata (2012-2016)
- Emoji - Accendi le emozioni (The Emoji Movie), regia di Tony Leondis (2017)

## Riconoscimenti
- Golden Globe
  - 2022 – Candidatura alla miglior attrice non protagonista in una serie per The White Lotus
  - 2023 – Migliore attrice non protagonista in una serie per The White Lotus
- Premio Emmy
  - 2022 – Miglior attrice non protagonista in una miniserie o film per The White Lotus
  - 2023 – Miglior attrice non protagonista in una serie drammatica per The White Lotus
- Critics' Choice Awards
  - 2022 - Miglior attrice non protagonista in una miniserie o film per The White Lotus
  - 2023 - Miglior attrice non protagonista in una serie drammatica per The White Lotus
- Critic's Choice Super Awards
  - 2023 - Candidatura alla miglior attrice in una serie horror per The Watcher
- Gotham Independent Film Awards
  - 2006 - Candidatura al miglior cast per For Your Consideration
  - 2021 - Candidatura alla miglior interpretazione in una nuova serie per The White Lotus
- Screen Actors Guild Award
  - 2022 - Candidatura alla miglior attrice in una miniserie o film televisivo per The White Lotus
  - 2023 - Miglior attrice in una serie drammatica per The White Lotus
  - 2023 - Miglior cast in una serie drammatica per The White Lotus

## Doppiatrici italiane
Nelle versioni in italiano delle opere in cui ha recitato, Jennifer Coolidge è stata doppiata da:
- Anna Rita Pasanisi ne L'uomo dei miei sogni, Joey, The Closer, The White Lotus, Single per sempre?, Un matrimonio esplosivo
- Pinella Dragani in American Pie, American Pie 2, American Pie - Il matrimonio, American Pie - Ancora insieme
- Silvia Pepitoni ne La rivincita delle bionde, Una bionda in carriera, Cinderella Story, American Dreamz
- Antonella Alessandro in 2 Broke Girls, Amiche in affari, Una donna promettente
- Monica Pariante in Come ti ammazzo l'ex, Un fantasma in casa
- Aurora Cancian in Campioni di razza
- Angiola Baggi in Epic Movie
- Micaela Incitti in Gentlemen Broncos
- Maria Pia Di Meo in Hot Movie
- Stefanella Marrama in Slappy and the Stinkers
- Anna Cesareni ne La vita secondo Jim
- Serena Verdirosi in Cambia la tua vita con un click
- Cinzia De Carolis in Una fantastica e incredibile giornata da dimenticare
- Vanessa Giuliani in Nip/Tuck (ep. 5x01, 5x14)
- Germana Pasquero in Nip/Tuck (ep. 5x17)
- Francesca Guadagno in Alla ricerca di Jane
- Emanuela Rossi in The Watcher
- Claudia Razzi in Un film Minecraft

Da doppiatrice è sostituita da:
- Francesca Fiorentini in Igor (Heldi), Monsters & Co. La serie - Lavori in corso!
- Vittoria Febbi in Robots
- Roberta Greganti in Igor (Jaclyn)
- Gilberta Crispino in Game Over
- Elena Canone in Gravity Falls
- Francesca Draghetti in Emoji - Accendi le emozioni